# ミッドナイト・プラグレス・カフェ
「ミッドナイト・プラグレス・カフェ」は、大槻ケンヂのセルフカバーアルバム。

## 概要
他アーティストのカバー含む、筋肉少女帯、特撮、大槻ケンヂと絶望少女達の曲からセレクトした曲をアコースティックアレンジでセルフカバー。

## 収録曲
1. 花火
2. OUTSIDERS
3. パティー・サワディー
4. よろこびとカラスミ
池の上陽水のカバー曲。
5. BABY BABY
銀杏BOYZのカバー曲。
6. SWEETS
7. 僕の歌を総て君にやる
8. 人として軸がぶれている
9. テレパシー
10. アザナエル
11. 踊るダメ人間（ボーナストラック）